# Acrocordón
Un acrocordón es un pequeño tumor benigno que se forma principalmente en las zonas donde la piel forma pliegues, tales como el cuello, las axilas y la ingle. Pueden ocurrir, asimismo, en la cara, principalmente en los párpados. Los acrocordones son indoloros, generalmente inofensivos y no tienen tendencia a crecer. Habitualmente son del tamaño de un grano de arroz, aunque se han encontrado acrocordones de más de un centímetro de longitud. La superficie de un acrocordón puede ser suave o irregular en apariencia y normalmente se levanta de la superficie de la piel en un tallo carnoso llamado pedúnculo.
Se cree que los causa el roce de la piel contra la piel, debido a su localización habitual. Algunos estudios han mostrado la presencia de los HPV 6 y 11, sugiriendo que estos podrían desempeñar algún papel en su patogénesis. Son más habituales en gente con sobrepeso, diabéticos y en mujeres embarazadas. Se cree que los acrocordones se encuentran en el 46 % de la población. Además, se cree que ciertas personas pueden tener predisposición genética a su desarrollo. En raras ocasiones, pueden estar relacionados con el síndrome de Birt-Hogg-Dubé y el síndrome de ovario poliquístico.

## Etimología
Del griego: ἄκρος (akros) ‘extremo’ y χορδή (chordē) ‘cuerda, filamento’. 